# Rhadinosticta banksi
Rhadinosticta banksi är en trollsländeart som först beskrevs av Tillyard 1913.  Rhadinosticta banksi ingår i släktet Rhadinosticta och familjen Isostictidae. IUCN kategoriserar arten globalt som livskraftig. Inga underarter finns listade i Catalogue of Life.